# De hond van Hercules ontdekt het purper

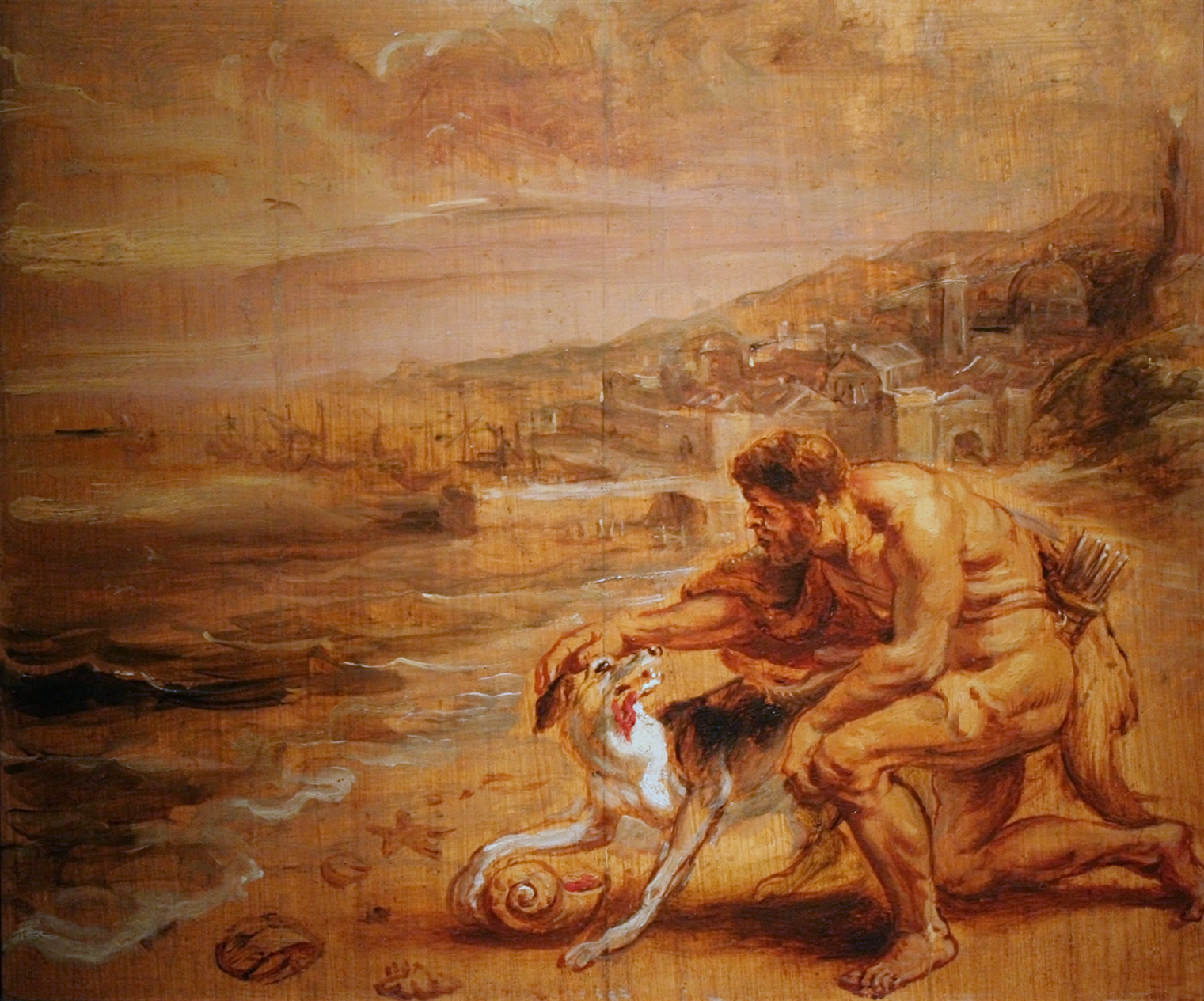
De hond van Hercules ontdekt het purper

De hond van Hercules ontdekt het purper is een olieverfschilderij van de hand van Peter Paul Rubens. Het werk meet 28 x 34 cm en is geschilderd op een paneel. Het schilderij is te bezichtigen in het Musée Bonnat te Bayonne.
De afgebeelde scène is afkomstig uit het Onomasticon van Julius Pollux, een Grieks-Romeins sofist uit de tweede eeuw. In deze lijst worden namen van personen en plaatsen verklaard. 
Het verhaal van de ontdekking van de verfstof purper speelt zich af in de Fenicische stad Tyrus. De hond van de held Hercules liep over het strand en beet daar in de schelp van een zeeslak. Daardoor kleurde zijn bek purper. De hond van Hercules wordt door deze legende dus genoemd als ‘uitvinder van het verven met purper’. Overigens is de afgebeelde schelp niet de juiste en klopt ook de tint purper niet. Daarbij is de stof die uit die klier van de slak komt vuilgeel en zou een verkleuring pas later optreden.
In het Prado in Madrid is een gelijkaardig schilderij te vinden, van de hand van Theodoor van Thulden. Dit schilderij is nog preciezer en gedetailleerder. Vooral de weergave van de schelpen op het Tyrreense strand is ongewoon. Naast dit werk zijn in het museum nog drie andere werken beschikbaar over de geschiedenis van Hercules. 
De transfiguratie (1604-05) · Portret van de kunstenaar en zijn vrouw in een prieel van kamperfoelie (1609) · Kruisoprichting (1610) · Kruisafneming (1611) · De verrijzenis van Christus (1611-12) · De vier filosofen (1611-1612) · Het verschijnen van de Heilige Geest aan de Heilige Teresa van Avila (1612-14) · De ontdekking van Romulus en Remus (circa 1613) · De Rockoxtriptiek (1613-15) · De onthoofding van de heilige Catharina van Alexandrië (circa 1615) · Kruisafneming (1616-17) · Oude vrouw en jongen met kaarsen (1616-1617) · Medusa (ca. 1617) · Het aardse paradijs met de zondeval van Adam en Eva (ca. 1617) · De verloren zoon (1618) · De heilige Maria Magdalena in extase (1619-20)· De drie gratiën (1620-23) · Diana en haar nimfen maken zich klaar voor de jacht (1623-24) · Bekering van de H. Bavo (1623-24) · Heilige Rochus door Christus aangesteld tot patroon van de pestlijders (1623-26) · Aanbidding der Koningen (1624) · Portret van Matthaeus Yrsselius (circa 1624) · Tenhemelopneming van Maria (1625-26) · Portret van Anna van Oostenrijk (1625-26) · Angelica en de kluizenaar (1626-28) · De ontvoering van Europa (1628-29) · Laatste Avondmaal (1631-32) · Franciscus van Assisi ontvangt de stigmata (1633) · De roof van de Sabijnse maagden (1634-36) · Dans van dorpelingen en mythische figuren (1635) · Herfstlandschap met uitzicht op het Steen (1636) · De hond van Hercules ontdekt het purper (ca. 1636) · Saturnus verslindt een zoon (ca. 1636-37) · Het pelsken (ca. 1636-38)